# فهرست ولایت‌های افغانستان بر پایه شاخص توسعه انسانی
در اینجا فهرستی از ولایت‌های افغانستان بر پایه شاخص توسعه انسانی براساس آمار سال ۲۰۱۸ گردآوری شده‌است.

## فهرست
| رتبه                    | ولایت                                                | شاخص توسعه انسانی (۲۰۱۷) | کشور هم‌تراز             |
| شاخص توسعه انسانی متوسط | شاخص توسعه انسانی متوسط                              | شاخص توسعه انسانی متوسط  | شاخص توسعه انسانی متوسط |
| ----------------------- | ---------------------------------------------------- | ------------------------ | ----------------------- |
| ۱                       | مرکز (کابل، میدان وردک، کاپیسا، لوگر، پروان، پنجشیر) | ۰٫۵۷۴                    | آنگولا                  |
| شاخص توسعه انسانی پایین |                                                      |                          |                         |
| ۲                       | شمال (سمنگان، سرپل، بلخ، جوزجان، فاریاب)             | ۰٫۵۱۶                    | ساحل عاج                |
| –                       | افغانستان (میانگین)                                  | ۰٫۴۹۶                    | جیبوتی                  |
| ۳                       | جنوب شرق (غزنی پکتیا پکتیکا خوست)                    | ۰٫۴۹۰                    | جیبوتی، مالاوی          |
| ۴                       | کوهستان مرکزی (بامیان، دایکندی)                      | ۰٫۴۸۴                    | مالاوی                  |
| ۵                       | شرق (ننگرهار، کنر، لغمان، نورستان)                   | ۰٫۴۷۸                    | مالاوی                  |
| ۶                       | غرب (غور، هرات، بادغیس، فراه)                        | ۰٫۴۶۲                    | یمن، گینه بیسائو        |
| ۷                       | شمال شرق (بغلان، تخار، بدخشان، کندوز)                | ۰٫۴۶۱                    | گینه بیسائو             |
| ۸                       | جنوب (اروزگان، هلمند، زابل، نیمروز، قندهار)          | ۰٫۴۲۳                    | بوروندی                 |